# Мустафа Кая
Мустафа Кая (тур. Mustafa Kaya; нар. 6 червня 1992, Токат, провінція Токат) — турецький борець вільного стилю, чемпіон та срібний призер чемпіонату Європи, бронзовий призер Європейських ігор, чемпіон Середземноморських ігор, чемпіон Середземноморського чемпіонату, чемпіон світу серед студентів, учасник Олімпійських ігор.

## Життєпис
Боротьбою почав займатися з 2003 року.
Виступав за борцівський клуб ASKI, Анкара. Тренер — Абдулла Чакмар.

## Спортивні результати на міжнародних змаганнях

### Виступи на Олімпіадах
| Змагання                    | Збірна    | Вагова категорія          | Місце |
| --------------------------- | --------- | ------------------------- | ----- |
| Літні Олімпійські ігри 2016 | Туреччина | вільна боротьба, до 65 кг | 20    |

### Виступи на Чемпіонатах світу
| Змагання                        | Збірна    | Вагова категорія          | Місце |
| ------------------------------- | --------- | ------------------------- | ----- |
| Чемпіонат світу з боротьби 2014 | Туреччина | вільна боротьба, до 65 кг | 5     |
| Чемпіонат світу з боротьби 2015 | Туреччина | вільна боротьба, до 65 кг | 27    |
| Чемпіонат світу з боротьби 2017 | Туреччина | вільна боротьба, до 65 кг | 5     |
| Чемпіонат світу з боротьби 2018 | Туреччина | вільна боротьба, до 70 кг | 12    |
| Чемпіонат світу з боротьби 2021 | Туреччина | вільна боротьба, до 70 кг | 9     |

### Виступи на Чемпіонатах Європи
| Змагання                         | Збірна    | Вагова категорія          | Місце  |
| -------------------------------- | --------- | ------------------------- | ------ |
| Чемпіонат Європи з боротьби 2016 | Туреччина | вільна боротьба, до 65 кг | Срібло |
| Чемпіонат Європи з боротьби 2017 | Туреччина | вільна боротьба, до 65 кг | 11     |
| Чемпіонат Європи з боротьби 2019 | Туреччина | вільна боротьба, до 70 кг | Золото |

### Виступи на Європейських іграх
| Змагання              | Збірна    | Вагова категорія          | Місце  |
| --------------------- | --------- | ------------------------- | ------ |
| Європейські ігри 2015 | Туреччина | вільна боротьба, до 65 кг | Бронза |

### Виступи на Кубках світу
| Змагання                    | Збірна    | Вагова категорія          | Місце |
| --------------------------- | --------- | ------------------------- | ----- |
| Кубок світу з боротьби 2014 | Туреччина | вільна боротьба, до 70 кг | 7     |
| Кубок світу з боротьби 2017 | Туреччина | вільна боротьба, до 70 кг | 4     |

### Виступи на Середземноморських іграх
| Змагання                    | Збірна    | Вагова категорія          | Місце  |
| --------------------------- | --------- | ------------------------- | ------ |
| Середземноморські ігри 2013 | Туреччина | вільна боротьба, до 66 кг | Золото |

### Виступи на Середземноморських чемпіонатах
| Змагання                                     | Збірна    | Вагова категорія          | Місце  |
| -------------------------------------------- | --------- | ------------------------- | ------ |
| Середземноморський чемпіонат з боротьби 2010 | Туреччина | вільна боротьба, до 66 кг | Золото |

### Виступи на Чемпіонатах світу серед студентів
| Змагання                                        | Збірна    | Вагова категорія          | Місце  |
| ----------------------------------------------- | --------- | ------------------------- | ------ |
| Чемпіонат світу з боротьби серед студентів 2012 | Туреччина | вільна боротьба, до 66 кг | Золото |

### Виступи на інших змаганнях
| Змагання                                                       | Збірна    | Вагова категорія          | Місце  |
| -------------------------------------------------------------- | --------- | ------------------------- | ------ |
| Вогні Москви 2011                                              | Туреччина | вільна боротьба, до 66 кг | 4      |
| Турнір Яшара Догу 2012                                         | Туреччина | вільна боротьба, до 66 кг | Золото |
| Турнір Яшара Догу 2012                                         | Туреччина | вільна боротьба, до 66 кг | 8      |
| Олімпійський кваліфікаційний турнір з боротьби 2012 (Софія)    | Туреччина | вільна боротьба, до 66 кг | 10     |
| Турнір Яшара Догу 2013                                         | Туреччина | вільна боротьба, до 66 кг | Бронза |
| Турнір Дана Колова — Николи Петрова 2013                       | Туреччина | вільна боротьба, до 66 кг | Бронза |
| Турнір Алі Алієва 2013                                         | Туреччина | вільна боротьба, до 66 кг | Бронза |
| Літня Універсіада 2013                                         | Туреччина | вільна боротьба, до 66 кг | 14     |
| Меморіал Вацлава Циолковського 2013                            | Туреччина | вільна боротьба, до 66 кг | 8      |
| Золотий Гран-прі з боротьби 2013 (Баку)                        | Туреччина | вільна боротьба, до 66 кг | 5      |
| Турнір Яшара Догу 2014                                         | Туреччина | вільна боротьба, до 65 кг | Бронза |
| Турнір Олександра Медведя 2014                                 | Туреччина | вільна боротьба, до 65 кг | 7      |
| Меморіал Вацлава Циолковського 2014                            | Туреччина | вільна боротьба, до 65 кг | Срібло |
| Турнір Яшара Догу 2015                                         | Туреччина | вільна боротьба, до 65 кг | Золото |
| Меморіал Вацлава Циолковського 2015                            | Туреччина | вільна боротьба, до 70 кг | Бронза |
| Кубок Алроси 2015                                              | Туреччина | вільна боротьба, до 70 кг | 5      |
| Золотий Гран-прі з боротьби 2015                               | Туреччина | вільна боротьба, до 70 кг | Бронза |
| Турнір Яшара Догу 2016                                         | Туреччина | вільна боротьба, до 65 кг | Срібло |
| Олімпійський кваліфікаційний турнір з боротьби 2016 (Зренянин) | Туреччина | вільна боротьба, до 65 кг | 8      |
| Меморіал Вацлава Циолковського 2016                            | Туреччина | вільна боротьба, до 65 кг | 5      |
| Турнір Яшара Догу 2017                                         | Туреччина | вільна боротьба, до 65 кг | Золото |
| Турнір Г. Картозія і В. Балавадзе 2018                         | Туреччина | вільна боротьба, до 70 кг | Бронза |
| Турнір Яшара Догу 2018                                         | Туреччина | вільна боротьба, до 70 кг | Бронза |
| Турнір Олександра Медведя 2018                                 | Туреччина | вільна боротьба, до 70 кг | 19     |
| Меморіал Маттео Пелліконе 2021                                 | Туреччина | вільна боротьба, до 70 кг | 6      |

### Виступи на змаганнях молодших вікових груп
| Змагання                                       | Збірна    | Вагова категорія          | Місце  |
| ---------------------------------------------- | --------- | ------------------------- | ------ |
| Чемпіонат Європи з боротьби серед кадетів 2009 | Туреччина | вільна боротьба, до 63 кг | Бронза |
| Чемпіонат Європи з боротьби серед юніорів 2010 | Туреччина | вільна боротьба, до 66 кг | Срібло |
| Чемпіонат світу з боротьби серед юніорів 2010  | Туреччина | вільна боротьба, до 66 кг | 9      |
| Кубок світу з боротьби серед юніорів 2011      | Туреччина | вільна боротьба, до 66 кг | Бронза |
| Чемпіонат Європи з боротьби серед юніорів 2011 | Туреччина | вільна боротьба, до 66 кг | Бронза |
| Чемпіонат світу з боротьби серед юніорів 2011  | Туреччина | вільна боротьба, до 66 кг | 5      |
| Чемпіонат Європи з боротьби серед юніорів 2012 | Туреччина | вільна боротьба, до 66 кг | Золото |
| Чемпіонат світу з боротьби серед юніорів 2012  | Туреччина | вільна боротьба, до 66 кг | Бронза |